# ويليام الرابع، كونت تولوز
ويليام الرابع (بالفرنسية: Guillaume IV de Toulouse)‏ (حوالي. 1040 - 1094) كان كونت تولوز ومارغريف بروفانس ودوق أربونة من 1061 حتى وفاته، هو ابن بونس، كونت تولوز وألموديس دي لامارش التي تم خطفها وزوجة ريموند برانجيه الأول، كونت برشلونة لاحقاً عندما كان ويليام صغيراً، أصبح متزوجاً من إيما دي مورتين ابنة شقيق ويليام الفاتح وأنجبت له طفلة واحدة فقط فيليبا، وكان لديه أيضا ابناً وابنة غير شرعيين ألفونس جوردن وأديلايد.
ومع ذلك تزوج مرتين إنجبت له أثنين من الأبناء الشرعيين إلا أن لم يصل أحدهما إلى سن البلوغ، مما اعتبرت فيليبا هي الوريثة، وبما أن تولوز ليس لديها تقليد ثابت في ميراث النسائي فإن هذا يثير التساؤل حول هذه الخلافة، في 1088 غادر ويليام نحو الأراضي المقدسة وترك شقيقه الأصغر ريمون دي سان جيل كـ حاكم وادعى أيضا خلافته، ومع غضون خمس سنوات أصبح ويليام متوفياً، بذلك استولى ريموند على السلطة، على الرغم من أنه ابنته تزوجت من ويليام التاسع، دوق آكيتاين إلا أنهم قاتلوا من أجل حقهم وفي محاولات استعادة المقاطعة من ريموند وأولاده.
يعتبر ويليام جد الثالث لـ إليانور دي آكيتاين من خلال زواج ابنته من ويليام التاسع، دوق آكيتاين، نسل إليانور يستمرون في المطالبة الأسمية على المقاطعة من خلال نسبهم إليه.